# M113 ABRA
M113 ABRA ist ein Truppentransportpanzer M113 ausgestattet mit einem Artillerie-Beobachtungsradar (ABRA), der von den Panzerartilleriebataillonen zur Gefechtsfeldüberwachung in den Flanken des Bataillons und zur Zielaufklärung, -verfolgung und -ortung eingesetzt wird.
Von 1976 bis 1978 wurden für die Bundeswehr 62 Einheiten von M113-Fahrgestelle mit dem deutsch-französischen Artillerieradar RATAC (Radar de tir pour l'artillerie de campagne oder Radar de tir de l'artillerie de campagne oder Radar d'acquisition de tir d'artillerie de campagne) ausgerüstet. Dieses ist auf einem ein-/ausfahrbaren, 6 m langen Teleskopmast untergebracht.
Seit den 1990er Jahren erhielt die Bundeswehr 35 neue Fahrzeuge der moderneren Version des ABRA mit der Bezeichnung RATAC-S. Es besitzt eine genauere und höhere Aufklärungsreichweite und ist durch die modernere Technik schneller einsatzbereit bzw. benötigt weniger Zeit für einen Wechsel der Feuerstellung.
Das System ABRA soll in den Jahren 2022 bis 2024 durch das Bodengebundenes Aufklärungs- und Raumüberwachungssystem abgelöst werden.

## Technische Daten des Radargerätes (RATAC-S)
- Aufklärungsreichweite Geschosse 105 mm: bis 8 km
- Aufklärungsreichweite Soldaten: bis 14 km
- Aufklärungsreichweite Geschosse 155 mm: bis 15 km
- Aufklärungsreichweite Klein-Kfz: bis 24 km
- Aufklärungsreichweite Hubschrauber: bis 28 km
- Aufklärungsreichweite Groß-Kfz: bis 30 km
- Aufklärungsreichweite große Marschkolonnen: bis 38 km
- Ortungsgenauigkeit Richtung: + 2 m, – 2 m
- Ortungsgenauigkeit Entfernung: + 10 m, – 2 m
- Abtastbereich: 500 – 2500 Strich (ca. 28–140 Grad)

## Bewaffnung
- Fliegerabwehr-Maschinengewehr MG3 im Kaliber 7,62 × 51 mm
- Nebelmittelwurfanlage